# Monique Kiene
Monique Kiene (* 5. August 1974) ist eine ehemalige niederländische Tennisspielerin.

## Karriere
1992 gewann sie das WTA-Turnier in Linz an der Seite von Miriam Oremans. Im Finale besiegten sie die deutsch-italienische Paarung Claudia Porwik/Raffaella Reggi-Concato mit 6:4 und 6:2.

## Turniersiege

### Doppel
| Nr. | Datum        | Turnier | Kategorie  | Belag           | Partnerin      | Finalgegnerinnen                       | Ergebnis |
| --- | ------------ | ------- | ---------- | --------------- | -------------- | -------------------------------------- | -------- |
| 1.  | Februar 1992 | Linz    | WTA Tier V | Teppich (Halle) | Miriam Oremans | Claudia Porwik Raffaella Reggi-Concato | 6:4, 6:2 |

## Abschneiden bei Grand-Slam Turnieren

### Einzel
| Turnier         | 1993 | Bilanz | Karriere |
| --------------- | ---- | ------ | -------- |
| Australian Open | 2    | 1:1    | 2        |
| French Open     | 1    | 0:1    | 1        |
| Wimbledon       | —    | 0:0    | —        |
| US Open         | —    | 0:0    | —        |